# Cueva El Samán
Cueva El Samán (también escrito Cueva del Samán) se encuentra localizada en el oeste del país suramericano de Venezuela, específicamente en la Sierra del Perijá del Municipio Jesús Enrique Lossada en el Estado Zulia. Durante varios años fue explorada y se encontraron galerías y pasadizos, además de un río, El Socuy, que mantiene en pleno desarrollo la formación de la cueva, por lo que en ocasiones su recorrido se hace buceando. Contiene un sistema de cuevas de 18 kilómetros, lo cual le otorga el rango de ser el más grande del país, ya que la referencia inmediata que es la Cueva del Guácharo posee 10, 5 kilómetros de extensión. 
En ella hay un importante colonia de guácharos, que con 5000 individuos es la tercera más grande en el país.

Ubicación:
Las Cuevas del Samán se sitúan en la parroquia José Ramón Yepez, en la región conocida como Alemania, situada a una altitud de 1200 metros sobre el nivel del mar. Desde la represa del Diluvio, se encuentran a unos 20 kilómetros río arriba. Desde la ciudad de La Concepción, que es la capital municipal, hasta las cuevas, la distancia es de 45 kilómetros a lo largo de una vía sin pavimentar, que cruza el río Socuy en 14 ocasiones.
La primera de estas cuevas, denominada La Cristalina con nombre científico ZU30, presenta una profundidad descendente de 50 metros y se extiende a lo largo de 5 kilómetros. Su temperatura media interna se mantiene en torno a los 12 °C, y cuenta con dos aberturas o galerías.
Estudios y descubrimientos:
Estas impresionantes formaciones subterráneas fueron exploradas por primera vez por expertos de la Sociedad Venezolana de Espeleología en el año 1990. La labor de investigación abarcó un período de cuatro años, distribuidos en un total de siete expediciones. Estas cuevas no solo son un tesoro geológico, sino que también forman parte integral de la rica cultura ancestral de los Japreria, una etnia de origen caribe que ha habitado estas tierras desde tiempos inmemoriales.
El sistema de cuevas que se encuentra en su interior se extiende a lo largo de 18 kilómetros, lo que le confiere el título de la cueva más extensa del país. En comparación, la Cueva del Guácharo, una referencia inmediata, cuenta con una extensión de 10.5 kilómetros.
Turismo:
Para acceder a las impresionantes cuevas, es necesario superar un sendero que a veces se torna empinado y en otras ocasiones está lleno de pedregoso. Además, los aventureros deben cruzar el Río Socuy en 11 puntos específicos, lo que añade emoción al recorrido principal. Uno de los aspectos más atractivos de esta travesía es la oportunidad de disfrutar de las vistas panorámicas de la Represa Tres Ríos, una reserva de vital importancia que alberga hasta 180 millones de metros cúbicos de agua. A medida que avanzamos en este punto, la temperatura comienza a descender y nos sumergimos en la refrescante brisa de las montañas.
Aunque en los últimos años las rutas turísticas han experimentado una disminución en su actividad, este rincón zuliano sigue siendo un atractivo destacado en la región. A pesar de que las exploraciones aún no generan un impacto económico significativo para el municipio de Jesús Enrique Lossada, diversos organismos y particulares están comprometidos en proyectos que buscan rescatar y promover este destino. 

Relevancia Ecológica:
Las Cuevas del Samán se encuentran enclavadas en un vasto bosque de aproximadamente 30 mil hectáreas de selva nublada. La temperatura promedio en esta área es de alrededor de 16 °C durante el día y desciende a 12 °C en las noches. Este entorno natural alberga una rica biodiversidad que incluye especies como el oso frontino, el oso palmero, el loro negro, el tucán pico de arcoíris, el tigre mariposa, tigres de bengala, pumas, lapas, venados, dantas, picures, entre otros. Entre los árboles característicos de este parque se destacan el cedro, el caracolí y el guayabo. Además, desde las cuevas se pueden apreciar dos embalses: Tres Ríos y El Diluvio, y la región es atravesada por varios ríos, entre ellos el Palmar, Socuy, Lajas, Caño Colorado, Cachiri, Limón y Alto Guasare.
Comunidades Indígenas:
Dentro de este territorio, existen comunidades indígenas, como la etnia Japreira, también conocida como "motilones mansos", así como la etnia Wuayu. Además, en la zona, aproximadamente 750 familias de agricultores se dedican al cultivo de productos como cacao, café, ocumo chino, lechosas, plátanos, topochos, guineos, achote, yuca, aguacate, borojo, naranja, piña, caña dulce, entre otros.